# Aaron Boupendza
Aaron Salem Boupendza Pozzi (7. srpna 1996 Moanda – 16. dubna 2025 Chang-čou) byl gabonský profesionální fotbalista, který hrál na pozici útočníka.

## Kariéra
Až do roku 2015 působil v gabonském fotbalovém klubu CF Mounana, se kterým se stal mistrem zdejší nejvyšší ligy. 
V roce 2016 podepsal smlouvu s francouzským klubem FC Girondins de Bordeaux. Nastupoval pouze za rezervní tým a rovněž byl posílán na hostování. V sezóně 2017/18 skončil jako nejlepší střelec Championnat National za Pau. 
V roce 2020 se upsal klubu Hataysporu a v ročníku 2020/21 se stal nejlepším střelcem Süper Lig. V nadcházející sezoně krátce působil v týmech Al Arabi SC v katarské Qatar Stars League a Aš-Šabab FC v Saudi Professional League. S prvním jmenovaným vyhrál v roce 2022 Katarský pohár.
V sezoně 2023/24 působil v americkém klubu FC Cincinnati. V první polovině sezony 2024/25 hrál za rumunský klub FC Rapid București. Koncem ledna 2025 se stal hráčem čínského klubu Chang-čou Lu-čcheng.

### Reprezentace
Od roku 2016 byl plnohodnotným hráčem gabonské reprezentace. V roce 2021 zemi reprezentoval na Africkém poháru národů.

## Smrt
Zemřel 16. dubna 2025 po pádu z 11. patra budovy v Číně. Gabonský prezident Brice Oligui Nguema mu krátce po jeho smrti vzdal hold.